# 时代封面人物列表 (1970年代)
这是1970年代的《时代杂志》封面人物列表

## 1970年
| 1月5日 – 中产阶级 (时代年度风云人物) 1月12日 – The Band 1月19日 – 纳吉布·哈拉比 1月26日 – 比亚法拉: 尼日利亚内战结束 2月2日 – 巴里·康门勒 2月9日 – 美洲印第安人 2月16日 – 简·方达，亨利·方达，彼得·方达 2月23日 – 安妮塔·卡斯巴里，詹姆斯·香农 3月2日 – 日本1970年世界博览会 3月9日 – Integration 3月16日 – 海洛因打击年轻人 3月23日 – 效率低下的美国 3月30日 – 1970年美国邮政大罢工 4月6日 – 杰西·杰克逊 4月13日 – 君特·格拉斯 4月20日 – 理查德·尼克松 4月27日 – 宇航员吉姆·洛弗尔，弗莱德·海斯，杰克·斯威格特 5月4日 – 勃列日涅夫 5月11日 – 柬埔寨入侵 5月18日 – 美国学生抗议 5月25日 – 威廉·马斯特斯，弗吉尼亚·约翰逊 6月1日 – 阿瑟·伯恩斯 6月8日 – 理查德·尼克松，亨利·基辛格，约翰·N·米切尔，约翰·埃利希曼，H . R·霍尔德曼 6月15日 – 迈克·尼科尔斯 6月22日 – 中东局势动荡 6月29日 – 爱德华·希思 | 7月6日 – Fight over the Flag 7月13日 – 杰里弗农·威尔逊 7月20日 – 亨利·福特二世 7月27日 – 阿拉斯加州 8月3日 – 美国老年人 8月10日 – 威廉·P·罗杰斯 8月17日 – 代沟 8月24日 – 霍华德·斯坦 8月31日 – 凯特·米利特 9月7日 – 埃利奥特·古尔德 9月14日 – 约翰·法乔德 9月21日 – 劫机 9月28日 – 阿拉伯游击队 10月5日 – 理查德·尼克松 10月12日 – 贾迈勒·阿卜杜-纳赛尔 10月19日 – 萨尔瓦多·阿连德 10月26日 – 1970年美国参议院选举 11月2日 – 城市游击队 11月9日 – Blue Collar Power 11月16日 – 美国参议员史蒂文森三世，约翰·滕尼，詹姆斯·L·巴克利，比尔·布洛克 11月23日 – Big Bird 11月30日 – 玛莎·米切尔 12月7日 – 美国战俘 12月14日 – 美国的通货膨胀 12月21日 – 埃尔莫·朱姆沃尔特 12月28日 – 美国家庭 |

## 1971年
| 1月4日 – 维利·勃兰特 (时代年度风云人物) 1月11日 – 艾尔丽·麦古奥 1月18日 – 美国监狱 1月25日 – 菲利普·贝里根，丹尼尔·贝里根 2月1日 – 卡尔·艾伯特 2月8日 – The Welfare Maze 2月15日 – 克赖顿·艾布拉姆斯 2月22日 – 美国降温 3月1日 – 詹姆士·泰勒 3月8日 – 乔·弗雷泽，穆罕默德·阿里 3月15日 – 郊区 3月22日 – 乔治·C·斯科特 3月29日 – 康斯坦丁·科萨切夫，基里尔·马茹罗夫，勃列日涅夫，亚历山大·谢列平，德米特里·波连斯基 4月5日 – 航空航天工业 4月12日 – 威廉·凯利 4月19日 – 新遗传学 4月26日 – 乒乓外交 5月3日 – 亚历克西斯·史密斯 5月10日 – 盛田昭夫 5月17日 – 穆罕默德·安瓦尔·萨达特 5月24日 – 1971年研究生 5月31日 – 吉米·卡特 6月7日 – 迪克·卡维特 6月14日 – 爱德华·考克斯，特里西娅·尼克松 6月21日 – 耶稣的革命 6月28日 – 五角大楼文件 | 7月5日 – 丹尼尔·艾尔斯伯格 7月12日 – 约瑟夫·科伦坡 7月19日 – 李·特雷维尼奥 7月26日 – 亨利·基辛格，理查德·尼克松 8月2日 – 巴基斯坦难民 8月9日 – 宇航员大卫·斯科特，詹姆斯·艾尔文，阿尔弗莱德·沃尔登 8月16日 – 乔治·普拉特·舒尔茨，阿瑟·伯恩斯 8月23日 – 維達·布魯 8月30日 – 理查德·尼克松 9月6日 – 乔治·米尼 9月13日 – 埃德蒙·马斯基 9月20日 – 伯尔赫斯·弗雷德里克·斯金纳 9月27日 – 阿提卡监狱暴动 10月4日 – 昭和天皇 10月11日 – 新的间谍 10月18日 – 约翰·康纳利 10月25日 – 耶稣基督超级巨星 11月1日 – 威廉·伦奎斯特，刘易斯·鲍威尔 11月8日 – 周恩来 11月15日 – Battle over Busing 11月22日 – 贝弗利·希尔斯 11月29日 – 爱德华·肯尼迪 12月6日 – 英迪拉·甘地，叶海亚·汗 12月13日 – 太空探索 12月20日 – 孟加拉国诞生 12月27日 – 好撒马利亚人的比喻 (stained glass depiction by Leandro Velasco) |

## 1972年
| 1月3日 – 理查德·尼克松 (时代年度风云人物) 1月10日 – 爱尔兰共和军战士 1月17日 – 罗杰·斯托巴赫，鲍勃·格里斯 1月24日 – 霍华德·休斯 1月31日 – 弗利普·威尔逊 2月7日 – 亨利·基辛格 2月14日 – 罗伯特·科尔斯 2月21日 – 克利福德·欧文 2月28日 – 丽莎·明尼利 3月6日 – 1972年尼克松访华 3月13日 – 美国破产？ 3月20日 – 美国妇女 3月27日 – 乔治·华莱士 4月3日 – 杰克·安德森 4月10日 – 犹太人意味着什么 4月17日 – 越南 4月24日 –黑帮战争 5月1日 – 理查德·尼克松 5月8日 – 乔治·麦戈文 5月15日 – 武元甲 5月22日 – Haiphong Harbor 5月29日 – 勃列日涅夫 6月5日 – 莫斯科首脑会议 6月12日 – 凯蒙斯·威尔逊 6月19日 – The Occult Revival 6月26日 – 埃德温·赫伯特·兰德 | 7月3日 – 伍迪·艾伦 7月10日 – 约翰尼·班奇 7月17日 – 肯尼斯·爱尔斯坦 7月24日 – 乔治·麦戈文，托马斯·伊格尔顿 7月31日 – 鲍里斯·斯帕斯基，鲍比·菲舍尔 8月7日 – 托马斯·伊格尔顿 8月14日 – 萨金特·施莱佛，乔治·麦戈文 8月21日 – 性别与青少年 8月28日 – 理查德·尼克松，斯皮罗·阿格纽 9月4日 – 全球海洛因战争 9月11日 – 马克·斯皮茨 9月18日 – 慕尼黑惨案 9月25日 – 里德·福克斯，毕·亚瑟，卡罗尔·奥康纳 10月2日 – 理查德·尼克松，乔治·麦戈文 10月9日 – 帕特·尼克松，埃莉诺·麦戈文 10月16日 – 乔·纳马斯 10月23日 – 竞选资金 10月30日 – 亨利·基辛格 11月6日 – The Shape of Peace 11月13日 – 理查德·巴赫 11月20日 – 理查德·尼克松 11月27日 – Ernest and Julio Gallo 12月4日 – 利夫·乌尔曼 12月11日 – 唐·舒拉 12月18日 – Nutrition 12月25日 – Skiing |

## 1973年
| 1月1日 – 亨利·基辛格，理查德·尼克松 (时代年度风云人物) 1月8日 – 轰炸问题 1月15日 – 国会危机 1月22日 – 马龙·白兰度 1月29日 – 尼克松的第二任期 2月5日 – 越南停火 2月12日 – 伊恩·安德森，罗伯塔·弗莱克，哈利·尼尔森，卡洛尔·金 2月19日 – 战俘家庭 2月26日 – 乔治·普拉特·舒尔茨 3月5日 – 卡洛斯·卡斯塔尼达 3月12日 – 欧洲 3月19日 – 罗伯特·A·古德 3月26日 – L.帕特里克·格雷 4月2日 – 穆阿迈尔·卡扎菲 4月9日 – 食品价格 4月16日 – 萨姆·欧文 4月23日 – 佩德罗·阿鲁佩 4月30日 – 水门事件 5月7日 – 乔治·索尔蒂 5月14日 – 理查德·尼克松 5月21日 – 约翰·N·米切尔 5月28日 – 水门事件的启示 6月4日 – 理查德·尼克松 6月11日 – 秘書處 6月18日 – 美国经济 6月25日 – 勃列日涅夫 7月2日 – 约翰·迪安 | 7月9日 – 约翰·迪安，理查德·尼克松 7月16日 – 玛丽莲·梦露，诺曼·梅勒 7月23日 – 约翰·N·米切尔 7月30日 – 理查德·尼克松，萨姆·欧文 8月6日 – 宪法的挑战 8月13日 – 温德尔·安德森 8月20日 – 斯皮罗·阿格纽，理查德·尼克松 8月27日 – 尼克松的问题 9月3日 – 亨利·基辛格 9月10日 – 鲍比·里格斯 9月17日 – 汉堡帝国 9月24日 – 萨尔瓦多·阿连德 10月1日 – 斯皮罗·阿格纽 10月8日 – 斯皮罗·阿格纽 10月15日 – 中东战争 10月22日 – 杰拉尔德·福特 10月29日 – 阿奇博尔德·考克斯，理查德·尼克松 11月5日 – 理查德·尼克松 11月12日 – 尼克松的评委：人民 11月19日 – 费萨尔·本·阿卜杜勒-阿齐兹·阿勒沙特 11月26日 – 彼得·福克飾《神探可倫坡》 12月3日 – The Big Freeze 12月10日 – 萝丝·玛丽·伍兹 12月17日 – 杰拉尔德·福特，贝蒂·福特 12月24日 – 儿童的世界：1973年圣诞节 12月31日 – The Big Car |

## 1974年
| 1月7日 – 约翰·希莱卡法官 (时代年度风云人物) 1月14日 – 大脑内部 1月21日 – 威廉·E·西蒙 1月28日 – 尼克松白宫录音带 2月4日 – Tip 奥尼尔 2月11日 – 詹姆斯·施莱辛格 2月18日 – 埃克森美孚 2月25日 – 亚历山大·索尔仁尼琴 3月4日 – The Psychics 3月11日 – 莱昂·沃斯基 3月18日 – 罗伯特·雷德福，米亚·法罗《了不起的盖茨比》 3月25日 – 詹姆斯·D·圣克莱尔 4月1日 – 亨利·基辛格 4月8日 – 世界性通货膨胀 4月15日 – 理查德·尼克松 4月22日 – 酗酒 4月29日 – 派翠西亚·赫斯特 5月6日 – 梅尔 哈格阿德 5月13日 – 理查德·尼克松 5月20日 – 5月27日 – 6月3日 – 雷吉·杰克逊 6月10日 – 亨利·基辛格 6月17日 – 中产阶级黑人 6月24日 – 理查德·尼克松与穆罕默德·安瓦尔·萨达特 7月1日 – 理查德·尼克松，勃列日涅夫 | 7月8日 – The Press: Fair or Foul 7月15日 – Leadership in America 7月22日 – 7月29日 – 8月5日 – 彼得·W·罗迪诺 8月12日 – 杰克·尼科尔森 8月19日 – 杰拉尔德·福特 8月26日 – 杰拉尔德·福特 9月2日 – 纳尔逊·洛克菲勒 9月9日 – 经济 9月16日 – 理查德·尼克松 9月23日 – 杰拉尔德·福特 9月30日 – 威廉·科尔比 10月7日 – 10月14日 – 10月21日 – 杰瑞·布朗 10月28日 – 11月4日 – 伊朗沙王穆罕默德－礼萨·巴列维 11月11日 – 亚西尔·阿拉法特 11月18日 – 11月25日 – 彼得·福克 12月2日 – 伊扎克·拉宾 12月9日 – 经济衰退 12月16日 – 琼尼·米歇尔 12月23日 – 12月30日 – 东方三博士 |